# The Song of Songs
The Song of Songs is een Amerikaanse dramafilm uit 1933 onder regie van Rouben Mamoulian. Het scenario is gebaseerd op de roman Das hohe Lied (1908) van de Duitse auteur Hermann Sudermann.

## Verhaal
Lily Czepanek trek naar Berlijn om bij haar tante te gaan wonen. Ze maakt er kennis met de beeldhouwer Richard Waldow. Er ontstaat al snel een romance, maar Richard wil zich niet binden. Wanneer Lily op het punt staat om te trouwen met een rijke edelman, bedenkt hij zich.

## Rolverdeling
| Acteur           | Personage                 |
| ---------------- | ------------------------- |
| Marlene Dietrich | Lily Czepanek             |
| Brian Aherne     | Richard Waldow            |
| Lionel Atwill    | Baron von Merzbach        |
| Alison Skipworth | Mw. Rasmussen             |
| Hardie Albright  | Walter von Prell          |
| Helen Freeman    | Fräulein von Schwertfeger |